# Пацалт, Франтишек
Франтишек Пацалт (чеш. František Pácalt; 20 июля 1912, Прага — 3 ноября 2001, Прага) — чехословацкий хоккеист, выступавший за команду «ЛТЦ Прага» и национальную сборную Чехословакии. Чемпион мира и Европы 1947 года. Член Зала славы чешского хоккея (с 6 мая 2010 года).

## Биография
Франтишек Пацалт родился 20 июля 1912 года в Праге.
Начал карьеру хоккеиста в 1933 году, в команде «ЛТЦ Прага», в составе которой выиграл три первых чемпионата Чехословацкой хоккейной лиги. В 1939 году перешёл в другой пражский клуб ЧЛТК. Завершил карьеру в 1947 году.
С 1937 по 1947 год Пацалт выступал за национальную сборную Чехословакии по хоккею. В 1947 году стал чемпионом мира и Европы. Стал историческим первым капитаном чехословацких чемпионов мира. Также в его коллекции наград бронзовая медаль чемпионата мира 1938 года и два серебра европейских чемпионатов 1938 и 1939 годов. В 1940 году выиграл неофициальный чемпионат Европы со сборной протектората Богемии и Моравии.
Помимо хоккея Пацалт также играл в волейбол, выступал за команду «Сокол Высочаны», с которой три раза выигрывал титул чемпиона Чехословакии.
По образованию был строительным инженером, работал в этой сфере после окончания хоккейной карьеры. Также с 1958 по 1964 год был главой тренерского совета чехословацкого хоккея.
Умер 3 ноября 2001 года в Праге, в возрасте 89 лет.
6 мая 2010 года был принят в Зал славы чешского хоккея.

## Достижения
- Чемпион мира 1947
- Чемпион Европы 1947
- Серебряный призёр чемпионата Европы 1938 и 1939
- Бронзовый призёр чемпионата мира 1938
- Чемпион Чехословакии 1937—1939
- Чемпион Богемии и Моравии 1941
- Победитель Кубка Шпенглера 1937

## Статистика
- Чемпионат Чехословакии — 38 игр, 11 шайб
- Сборная Чехословакии — 34 игры
- Всего за карьеру — 72 игры, 11 шайба